# Bartošova Lehôtka
Bartošova Lehôtka je obec na Slovensku v okrese Žiar nad Hronom v Banskobystrickém kraji ležící v Kremnických vrších 5 km jižně od Kremnice. Žije zde 345 obyvatel.
V obci je jednolodní pozdně gotický římskokatolický kostel svatého Jana Nepomuckého z 15. století.